# Saint-Nicolas (Lieja)
Saint-Nicolas (Sint-Nicolêye en való) és un municipi belga de la província de Lieja a la regió valona. A principis de 2008 tenia 22.600 habitants.

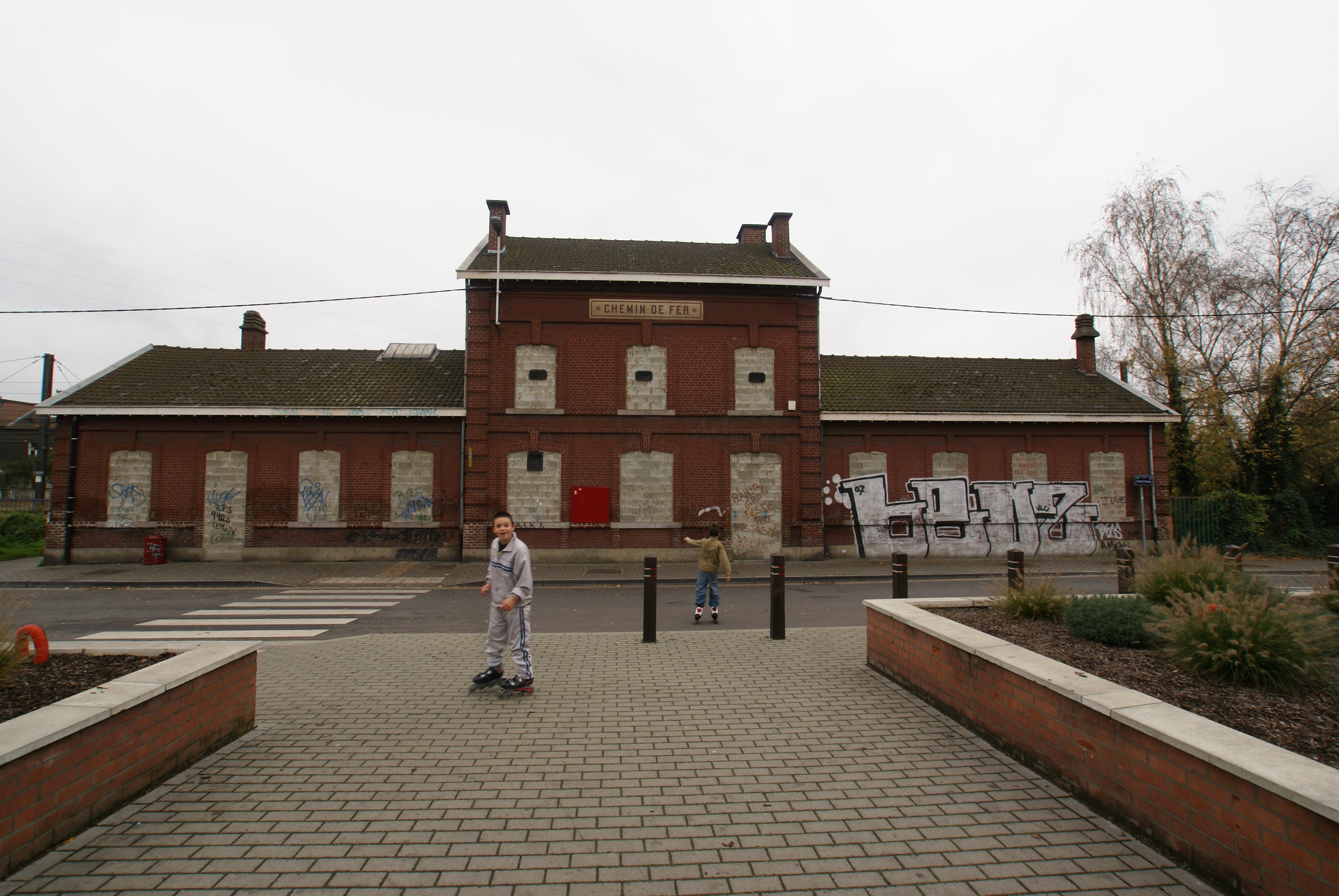
Antiga estació de Tilleur

El nom del municipi ve de la construcció d'un santuari, consagrat pel bisbe de Lieja Enric II de Leez, l'any 1151 i dedicat a Sant Nicolau. Aquest santuari esdevingué ràpidament un priorat depenent de l'Abadia de Saint-Laurent, sota el vocable de la Capella de Saint-Nicolas-en-Glain. Els oficis religiosos se celebraren fins a l'annexió del Principat de Lieja a França. En aquestes dates, la capella fou un annex de l'església parroquial de Saint-Gilles. Més tard fou utilitzada com a granja fins que fou derruïda l'any 1906.

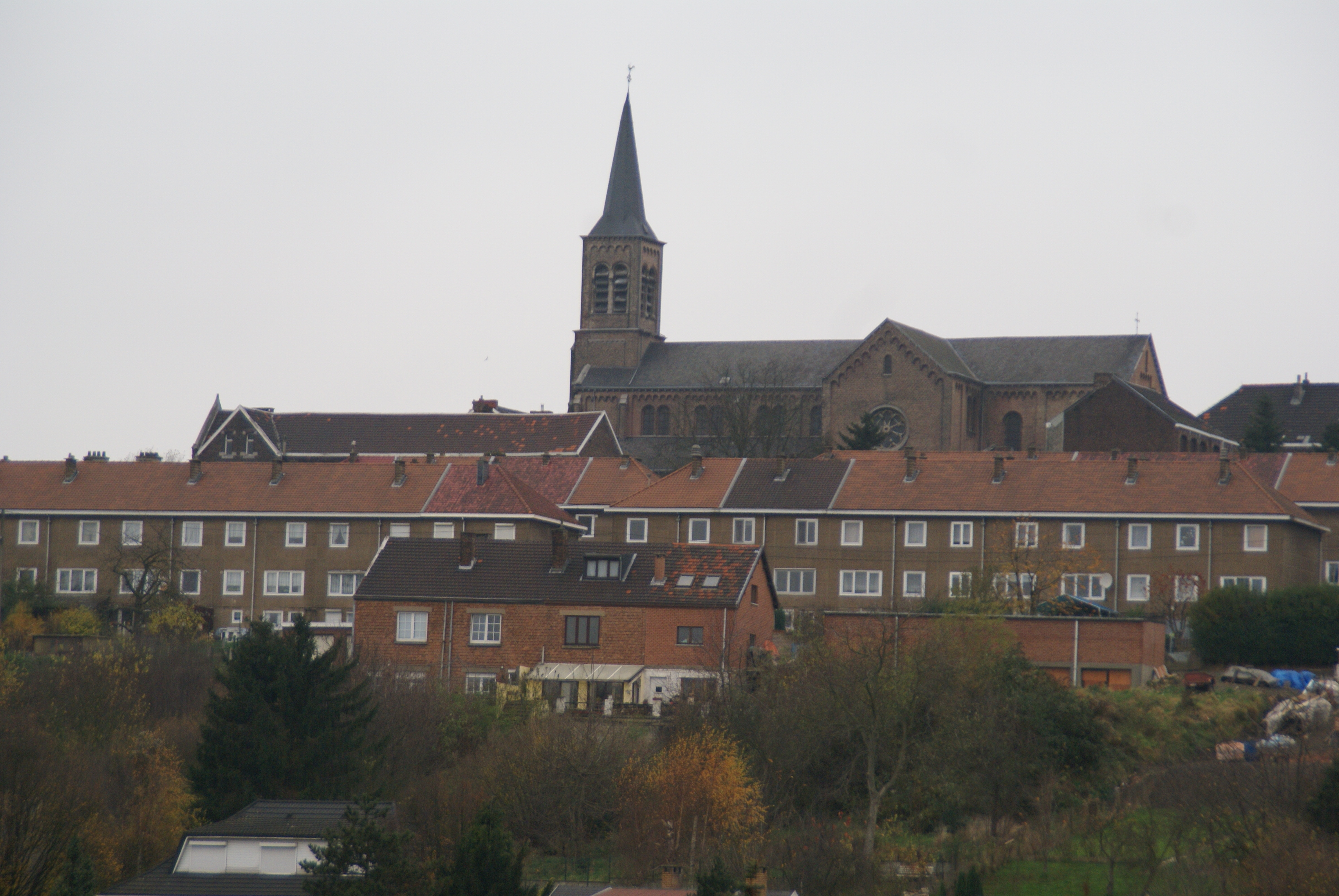
Panorama de Saint-Nicolas

El municipi reagrupa, des de l'1 de gener de 1977, els antics municipis de Montegnée, Saint-Nicolas i Tilleur.
Saint-Nicolas forma conjuntament amb Lieja, Seraing, Herstal, Ans i Flémalle l'àrea metropolitana de Lieja, que té 600 000 habitants.
Dels 262 municipis valons, Saint-Nicolas se situa en la posició 262 pel que respecta a la seva superfície, a la 27a pel que fa al nombre d'habitants i a la primera posició en densitat de població.

## Persones
- Sandra Kim (°1972) (de Montegnée, primera i única guanyant belga del Festival de la Cançó d'Eurovisió (1986)
- Edgar Tinel (1854-1912) compositor i guanyador del Prix de Rome el 1877.